# Rhabdatomis fasseli
Rhabdatomis fasseli là một loài bướm đêm thuộc phân họ Arctiinae, họ Erebidae.